# El Gos
El Gos es una localidad española del municipio de Oliola, perteneciente a la provincia de Lérida, en la comunidad autónoma de Cataluña.

## Toponimia
El nombre del lugar puede aparecer referido con las variantes Castellnou del Gos y el Gos.

## Historia
Hacia mediados del siglo XIX, el lugar, por entonces perteneciente a Ceró, tenía contabilizada una población de 7 habitantes. Aparece descrito en el sexto volumen del Diccionario geográfico-estadístico-histórico de España y sus posesiones de Ultramar de Pascual Madoz de la siguiente manera:

CASTELLNOU DEL GOS: l. agregado al ayunt. de Ceró en la prov. de Lérida (12 horas), part. jud. de Balaguer (7), aud. terr. y c. g. de Cataluña (Barcelona 30), dióc. de Urgel (18). oficialato de Agramunt: sit. al pie de un elevado monte con esposicion al S.: el clima es en invierno bastante frio á causa del viento del N., y las enfermedades dominantes son catarrales y calenturas; tiene 5 casas, y sus hab. se proveen para sus usos domésticos y abrevadero de ganados de aguas de balsas, pero de buena calidad; la igl. parr. (San Miguel) se halla en el pueblo de Monfalcó, y tiene esta por aneja la muy ant. de este l., sit. en lo alto del monte llamado de Forsá en direccion O., y bajo la misma advocacion que su matriz, cuyo cura la sirve. Confina el térm. N. con el de Forsá á 1 1/2 cuartos de hora; E. con el térm. foráneo de Pons á igual dist., S. con Ceró á 1/2, y O. con el espresado térm. de Pons: el terreno es áspero y llano, hallándose en él, en parte O. y N. algunos montes notables por su elevacion, especialmente el ya nombrado de Forsá, desde el cual se descubren los llanos de Urgel y hasta la cord. de Monsarrate: los caminos son locales; y el correo lo reciben los mismos interesados todos los dias escepto los jueves en la carteria de Pons. prod.: trigo, vino y aceite, hay en invierno ganado lanar, y abundante caza de conejos y perdices. pobl.: 1 vec, 7 alm. cap. imp.: 3,943 rs. contr.: el 14'28 por 100 de esta riqueza.
(Madoz, 1847, p. 108)

En la actualidad pertenece al municipio de Oliola. En 2022, la entidad singular de población tenía empadronados 21 habitantes y el núcleo de población 15 habitantes.